# Necesidad militar
Necesidad militar, junto con distinción y proporcionalidad, son tres importantes principios del derecho internacional humanitario que gobiernan el uso legal de la fuerza en un conflicto armado.

## Ataques
Necesidad militar es gobernada por varias restricciones: Un ataque o acción debe tener el propósito de propender en la derrota militar del enemigo, debe ser un ataque sobre un objetivo militar, y el daño causado a los civiles o a la propiedad civil debe ser proporcional y no excesiva en relación a la ventaja militar concreta y directa anticipada.
Luis Moreno-Ocampo, Fiscal Jefe en la Corte Penal Internacional, investigó las acusaciones de crímenes de guerra durante la invasión de Irak del año 2003 y él publicó una carta abierta que contenía sus hallazgos. En una sección titulada "Alegatos en relación a Crímenes de Guerra" aunque él no lo llamó necesidad militar él resumió el término:

Bajo la ley humanitaria internacional y el Estatuto de Roma, la muerte de civiles durante un conflicto armado, no importando cuan grave y lamentable sea, en sí mismo no constituye un crimen de guerra. La ley humanitaria internacional y el Estatuto Romano permiten a los beligerantes llevar a cabo ataques proporcionales contra objetivos militares, incluso cuando se sabe que estos causarán algunas muertes y heridas de civiles. Un crimen ocurre si existe un ataque intencional directo contra civiles (principio de distinción) (Artículos 8(2)(b)(i)) o un ataque es lanzado sobre un objetivo militar con el conocimiento de que los daños a civiles colaterales serán claramente excesivos en relación a la ventaja militar anticipada (principio de proporcionalidad) (Artículo 8(2)(b)(iv).

Artículo 8(2)(b)(iv) criminaliza:

El lanzamiento intencional de un ataque, con el conocimiento de que tal ataque causará pérdida de vida y heridas colaterales a civiles o daño a objetos civiles o daño amplio, de largo plazo y severo al ambiente natural que sería claramente excesivo en relación a la ventaja militar concreta y directa anticipada;

Artículo 8(2)(b)(iv) se basa en los principios del Artículo 51(5)(b) del Protocolo I Adicional de 1977 a los Convenios de Ginebra de 1949, pero restringe la prohibición criminal a casos que son  "claramente" excesivos. La aplicación del Artículo 8(2)(b)(iv) requiere, inter alia, una evaluación de:
 
(a) el daño o herida civil anticipado;

(b) la ventaja militar anticipada;

(c) y si (a) era "claramente excesivo" en relación a (b).
Luis Moreno-Ocampo

El juicio de un comandante en terreno en la batalla sobre la necesidad militar y la proporcionalidad está raramente sujeta a un desafío legal nacional o internacional a menos que los métodos de guerra usados por el comandante fueran ilegales, como era por ejemplo con el caso de Radislav Krstic quien fue encontrado culpable como un auxiliador y cómplice de genocidio por el Tribunal Penal Internacional para la ex Yugoslavia por la Masacre de Srebrenica.

## Armas
La necesidad militar también se aplica a las armas, particularmente cuando una nueva arma es desarrollada y desplegada. Este uso fue considerado en Ryuichi Shimoda y otros v. El Estado (1963)

La ley internacional sobre la guerra no está formulada simplemente sobre la base de sentimientos humanitarios. Tiene su base tanto en consideraciones de necesidad y de efectividad militar y consideraciones humanitarias, y está formulada en un equilibrio de esos dos factores. Para ilustrar esto, un ejemplo a menudo citado en los libros de texto es el siguiente, de las provisiones de la Declaración de San Petersburgo de 1868 que prohibían el uso de proyectiles de menos de 400 gramos que fueran ya sea explosivos o cargados con combustible o substancias incendiarias. La razón de esta prohibición es explicada como sigue: tales proyectiles eran pequeños y sólo lo suficientemente poderosos para matar o herir solo a un hombre, y ya que una bala ordinaria ya haría lo mismo, no existe una necesidad superior para usar estas armas inhumanas. Por otro lado, el uso de cierta arma, tan grandemente inhumana como podría resultar, no necesita ser prohibida por la ley internacional si tiene un gran efecto militar.
Ryuichi Shimoda y otros v. El Estado (1963)

## Lectura adicional
- Rod Powers Law of Armed Conflict (LOAC) Archivado el 14 de agosto de 2016 en Wayback Machine. (en castellano: Ley del Conflicto Armado) (en inglés)